# Scalpellopsis striatociliata
Scalpellopsis striatociliata is een rankpootkreeftensoort uit de familie van de Scalpellidae. De wetenschappelijke naam van de soort is voor het eerst geldig gepubliceerd in 1922 door Broch.